# Sabine Reiner
Sabine Reiner (* 2. August 1981 in Dornbirn) ist eine österreichische Langstreckenläuferin und Marathon-Staatsmeisterin (2011).

## Leben
In ihrer Jugend war Sabine Reiner im Kunstturnen und im Faustball aktiv und begann erst mit 29 Jahren mit dem Langstreckenlauf.
 Sie studierte Betriebswirtschaftslehre an der Wirtschaftsuniversität Wien.

### Staatsmeisterin Marathon 2011
Im September 2011 kam sie beim Wachau-Halbmarathon als beste Österreicherin und beste Europäerin ins Ziel. Sie erstellte einen neuen Vorarlberger Rekord und verbesserte damit den aus dem Jahre 2006 stammenden Rekord von Petra Summer um genau vier Minuten.

Bei ihrem ersten Start auf der Marathondistanz konnte sie im Oktober 2011 auch den Vorarlberger Landesrekord um über neun Minuten unterbieten und wurde hinter Susanne Pumper Vizestaatsmeisterin. Im Zuge der rückwirkenden Disqualifikation von Pumper im April 2013 wurde Reiner der Staatsmeistertitel 2011 zugesprochen.

### Vizeweltmeisterin Berglauf 2012
Im September 2012 wurde sie in Italien Fünfte bei den Weltmeisterschaften im Berglauf.
Bei den Berglauf-Weltmeisterschaften auf der Langdistanz holte sie sich nur eine Woche später in Interlaken die Silbermedaille.
Im November 2012 wurde Sabine Reiner nominiert für die Wahl zur Leichtathletin des Jahres. Sie startet für das Hellblau Power Team Koblach.
Im Juli 2017 wurde ihr Sohn Valentin geboren.
Seit August 2021 ist Sabine Reiner verheiratet.

## Sportliche Erfolge
| Datum/Jahr    | Rang | Wettbewerb                        | Austragungsort           | Zeit       | Bemerkung |
| ------------- | ---- | --------------------------------- | ------------------------ | ---------- | --- |
| 31. Mai 2015  | 1    | Bodensee-Frauenlauf               | Bregenz                  | 00:17:16   | Siegerin über die 5-km-Distanz |
| 24. Mai 2014  | 1    | Bodensee-Frauenlauf               | Bregenz                  | 00:17:02   | Siegerin über die 5-km-Distanz mit neuem Streckenrekord |
| 6. Okt. 2013  | 1    | Marathon der 3 Länder am Bodensee | Bregenz                  |            | Siegerin auf der Halbmarathon-Distanz |
| 14. Sep. 2013 | 4    | Jungfrau-Marathon                 | Berner Oberland          | 03:25:59   | hinter der Siegerin Andrea Mayr |
| 17. Aug. 2013 | 1    | Lecher Höhenhalbmarathon          | Lech                     | 01:46:58,9 | |
| 3. Aug. 2013  | 1    | Holzstraßenlauf                   | St. Peter am Kammersberg | 00:42:42   | Viertelmarathon (11,2 km) |
| 18. Juli 2013 | 3    | Ägeriseelauf                      | Oberägeri                | 00:51:58,2 | Dritte über die 14,14 km |
| 14. Okt. 2012 | 1    | Graz-Marathon                     | Graz                     | 01:16:37   | Siegerin auf der Halbmarathon-Distanz |
| 7. Okt. 2012  | 1    | Marathon der 3 Länder am Bodensee | Bregenz                  | 01:16:39   | Siegerin auf der Halbmarathon-Distanz |
| 19. Aug. 2012 | 5    | 11. Kärnten Läuft Halbmarathon    | Wörthersee               | 01:17:12   | als beste Österreicherin, auf der Strecke von Velden nach Klagenfurt                                                                                          |
| 2. Okt. 2011  | 1    | Marathon der 3 Länder am Bodensee | Bregenz                  | 02:43:09   | Österreichischen Staatsmeisterin bei ihrem ersten Start auf der Marathondistanz – nachdem die Wienerin Susanne Pumper wegen Doping disqualifiziert worden war |
| 18. Sep. 2011 | 20   | Wachau-Marathon                   | Krems                    | 01:16:21   | im Halbmarathon als beste Österreicherin und beste Europäerin – mit neuer Vorarlberger Rekordzeit                                                             |
| 24. Juli 2011 | 1    | Jakobi Halbmarathon               | St. Anton am Arlberg     | 01:23:29,9 | |
| 17. Apr. 2011 | 235  | Vienna City Marathon              | Wien                     | 01:26:34   | 4. Rang W30 |
| 2011          | 1    | Bodensee-Frauenlauf               | Bregenz                  |            | Siegerin über die 5-km-Distanz |

| Datum/Jahr    | Rang | Wettbewerb                               | Austragungsort | Zeit        | Bemerkung                                                                                       |
| ------------- | ---- | ---------------------------------------- | -------------- | ----------- | ----------------------------------------------------------------------------------------------- |
| 19. Sep. 2015 | 8    | Berglauf-Weltmeisterschaften             | Betws-y-Coed   | 00:39:44    | in Wales (8,9 km lange Strecke mit 478 Metern Höhendifferenz)                                   |
| 19. Juli 2015 | 3    | Großglocknerlauf                         | Heiligenblut   |             |                                                                                                 |
| 4. Juni 2015  | 4    | Berglauf-Europameisterschaften           | Madeira        |             | 8,2 km und 950 hm; Silbermedaille im Team, zusammen mit Susanne Mair und Andrea Mayr            |
| 14. Sep. 2014 | DNS  | Berglauf-Weltmeisterschaften             | Massa          | –           | verletzungsbedingte Absage                                                                      |
| 19. Juli 2014 | 1    | Karwendel-Berglauf                       | Mittenwald     | 01:14:27    | Berglaufstrecke zur Nördlichen Linderspitze                                                     |
| 8. Juni 2014  | 2    | Muttersberglauf                          | Bludenz        | 00:46:51    | Zweite hinter der Ex-Berglauf-Weltmeisterin Andrea Mayr bei diesem Weltcup-Rennen               |
| 8. Sep. 2012  | 2    | Berglauf-Weltmeisterschaften Langdistanz | Interlaken     | 03:24:10    | Zweite und damit Vizeweltmeisterin beim Jungfrau-Marathon                                       |
| 2. Sep. 2012  | 5    | Berglauf-Weltmeisterschaften             | Ponte di Legno |             |                                                                                                 |
| 5. Aug. 2012  | 1    | Harakiri-Berglauf                        | Mayrhofen      | 01:01:20,60 | Sieg mit neuem Streckenrekord (10,4 km mit 1170 hm)                                             |
| 30. Okt. 2011 | 1    | Staufenlauf                              | Dornbirn       | 00:41:47    | von der Talstation der Karrenseilbahn zur Staufenspitze (Distanz 2,7 km; Höhendifferenz 1007 m) |
| 19. Juni 2011 | 3    | Muttersberglauf                          | Bludenz        | 00:46:51    | offener Lauf im Rahmen der Masters-Berglauf-EM (7,8 km und 841 hm)                              |

| Datum/Jahr    | Rang | Wettbewerb                 | Austragungsort | Zeit | Bemerkung                                                                                    |
| ------------- | ---- | -------------------------- | -------------- | ---- | -------------------------------------------------------------------------------------------- |
| 25. Aug. 2013 | 1    | Trans Vorarlberg Triathlon | Bregenz        |      | Start im Teambewerb als Läuferin – mit Daniel Blum (Schwimmen) und Gerd Hagspiel (Radfahren) |
| 26. Aug. 2012 | DNF  | Trans Vorarlberg Triathlon | Bregenz        | –    | Start in der Staffel als Radfahrerin                                                         |

(DNF – Did Not Finish; DNS – Did Not Start)